# Xestia laetabilis
Xestia laetabilis là một loài bướm đêm trong họ Noctuidae.